# Hirschfeld-Krater

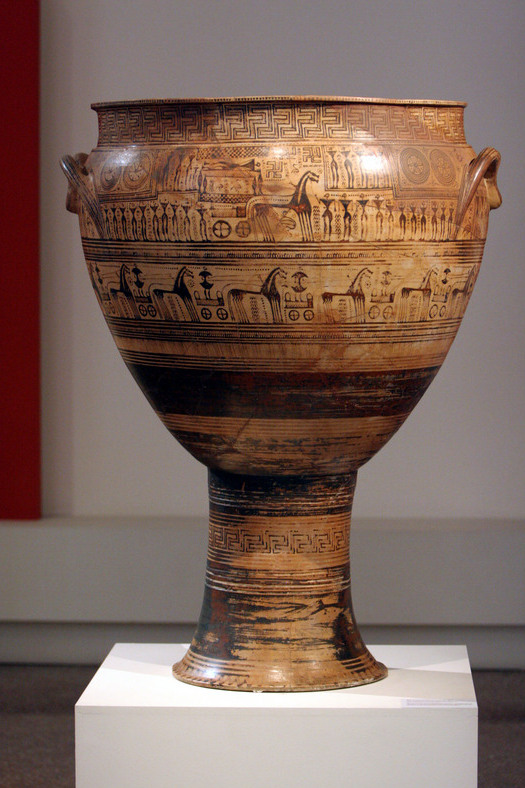
Hirschfeld-Krater

Als Hirschfeld-Krater wird ein monumentaler Krater des Hirschfeld-Malers bezeichnet. Das attisch-geometrische Werk wird in die Mitte des 8. Jahrhunderts v. Chr. datiert und befindet sich heute im Archäologischen Nationalmuseum Athen.
Der 1,23 Meter hohe Hirschfeld-Krater gehört neben der Dipylon-Amphora zu den bekanntesten und bedeutendsten Werken der  geometrischen Keramik. Der Name des Kraters wie auch der Notname des Malers und Töpfers geht auf den deutschen Archäologen Gustav Hirschfeld zurück, der das Werk 1872 zusammen mit über 50 weiteren Vasen und Scherben der spätgeometrischen Periode in den Annali dell’Instituto di Corrispondenza Archeologica, Roma, vol 44 erstmals beschrieb. Der Hirschfeld-Maler war wahrscheinlich auch der Töpfer des Kraters, von dem weitere derartige Vasen erhalten sind. Der Krater wurde auf dem antiken Athener Friedhof Kerameikos, nahe dem Dipylon-Tor gefunden. Er war dort als Grabaufsatz für das Grab eines Mannes genutzt worden. Das Stück wird in die Zeit zwischen 750 und 735 v. Chr., am ehesten um das Jahr 740 v. Chr., datiert und gehört damit in die Phase Spätgeometrisch II. Im Museum wird der Krater unter der Inventarnummer 990 verwahrt, zuvor hatte er wohl die Inventarnummer 2754.
Der Krater wurde stark fragmentiert gefunden und wieder zusammengesetzt. Dabei wurden fehlende Stellen modern ergänzt. Körper, Fuß und Henkel wurden getrennt voneinander gefertigt und erst im Zuge der weiteren Fertigung, aber noch vor dem Brennen miteinander verbunden. An beiden Seiten des Körpers waren Doppelhenkel angebracht. Die qualitätvolle Töpferarbeit wird durch ebenso qualitative Bemalung ergänzt. Unter einem Mäanderfries am Hals befindet sich ein breites Band mit dem Hauptfries. Dieser zeigt eine Ekphora, die Aufbahrung eines Toten. Er liegt auf einem von zwei Pferden gezogenen Wagen. Typischerweise werden alle Elemente einzeln gezeigt, so liegt der Tote nicht unter dem Leichentuch, den Blick auf den Toten verwehrende Elemente werden über dem Wagen voll ausgebreitet gezeigt und der Tote über all diesen Elementen dargestellt. Vor, hinter und in einer zweiten Reihe über dem Wagen – was wohl eine größere Menge symbolisieren soll – werden Trauernde gezeigt. Die silhouettenhaften Trauernden mit dreieckigen Oberkörpern haben ihre Arme zur Trauer erhoben und deuten bei den weiblichen Figuren an mit den Händen die Haare zu raufen. Derartige Klageweiber gehörten zum griechischen Trauerritual. In den Köpfen der Figuren wurde jeweils Platz für die Augen ausgespart. Unter dem Hauptfries befindet sich ein zweiter Bildfries, der Wagen ziehende Pferde und auf den Wagen Krieger mit Schilden zeigt. Möglicherweise handelt es sich hierbei um ein Wettrennen im Rahmen von Leichenspielen. Darunter folgen noch geometrische Motive, vor allem Linien und Bänder, aber am Fuß auch ein weiterer Mäanderfries und am Rand des Fußes ein Sägemuster. Der Hauptfries ist in zweiter Reihe mit großen Kreismustern verziert, auch sonst finden sich noch diverse geometrische Elemente in den Freiflächen der Bildfriese. Insgesamt war der Maler für geometrische Verhältnisse recht zurückhaltend bei der Verzierung.